# Bahnstrecke Schleiz–Saalburg
| Strecke bei Saalburg (2006) |                         |                                            |                       |
| Streckennummer (DB): | 6658; sä. SSa           |                                            |                       |
| Kursbuchstrecke (DB): | 547 (1996)              |                                            |                       |
| Kursbuchstrecke: | 164n (1934) 173f (1946) |                                            |                       |
| Streckenlänge: | 15,263 + 2,781 km       |                                            |                       |
| Spurweite: | 1435 mm (Normalspur)    |                                            |                       |
| Stromsystem: | bis 1969: 1,2 kV =      |                                            |                       |
| Maximale Neigung: | 33 ‰                    |                                            |                       |
| Minimaler Radius: | 200 m                   |                                            |                       |
| Streckengeschwindigkeit: | 50 km/h                 |                                            |                       |
| |                         |                                            |                       |
| \| \| \| von Schönberg (Vogtl) \| \| \| \| 0,000 \| Awanst Schleiz \| Awanst Schleiz \| \| \| \| nach Schleiz \| \| \| \| 0,491 \| Schleiz (früher Schleiz Staatsbahnhof) \| 425 m \| \| \| 1,125 \| Schleiz West (früher Schleiz Kleinbahnhof) \| 421 m \| \| \| 2,850 \| Glücksmühle-Mönchgrün \| 420 m \| \| \| 4,780 \| Oschitz \| 430 m \| \| \| 6,880 \| Möschlitz \| 460 m \| \| \| 7,900 \| Burgk \| 475 m \| \| \| 11,375 0,000 \| Gräfenwarth \| 460 m \| \| \| \| \| \| \| \| 0,400 \| Gräfenwarth Hst \| 450 m \| \| \| 2,400 \| Gräfenwarth Sperrmauer \| 440 m \| \| \| 2,781 \| Gräfenwarth Sperrmauer Gbf \| 430 m \| \| \| 13,660 \| Kloster \| 415 m \| \| \| 15,220 \| Saalburg (Saale) \| 427 m \| \| \| 15,263 \| Streckenende \| Streckenende \| |                         |                                            |                       |
| Strecke (außer Betrieb) |                         | von Schönberg (Vogtl)                      | von Schönberg (Vogtl) |
| Blockstelle (Strecke außer Betrieb) | 0,000                   | Awanst Schleiz                             | Awanst Schleiz        |
| Abzweig geradeaus und nach links (Strecke außer Betrieb) |                         | nach Schleiz                               | nach Schleiz          |
| Haltepunkt / Haltestelle (Strecke außer Betrieb) | 0,491                   | Schleiz (früher Schleiz Staatsbahnhof)     | 425 m                 |
| Bahnhof (Strecke außer Betrieb) | 1,125                   | Schleiz West (früher Schleiz Kleinbahnhof) | 421 m                 |
| Haltepunkt / Haltestelle (Strecke außer Betrieb) | 2,850                   | Glücksmühle-Mönchgrün                      | 420 m                 |
| Haltepunkt / Haltestelle (Strecke außer Betrieb) | 4,780                   | Oschitz                                    | 430 m                 |
| Haltepunkt / Haltestelle (Strecke außer Betrieb) | 6,880                   | Möschlitz                                  | 460 m                 |
| Haltepunkt / Haltestelle (Strecke außer Betrieb) | 7,900                   | Burgk                                      | 475 m                 |
| Bahnhof (Strecke außer Betrieb) | 11,375 0,000            | Gräfenwarth                                | 460 m                 |
| Strecke von links (außer Betrieb) · Abzweig geradeaus und nach rechts (Strecke außer Betrieb) |                         |                                            |                       |
| Haltepunkt / Haltestelle (Strecke außer Betrieb) · Strecke (außer Betrieb) | 0,400                   | Gräfenwarth Hst                            | 450 m                 |
| Bahnhof (Strecke außer Betrieb) · Strecke (außer Betrieb) | 2,400                   | Gräfenwarth Sperrmauer                     | 440 m                 |
| Betriebs-/Güterbahnhof Streckenende (Strecke außer Betrieb) · Strecke (außer Betrieb) | 2,781                   | Gräfenwarth Sperrmauer Gbf                 | 430 m                 |
| Haltepunkt / Haltestelle (Strecke außer Betrieb) | 13,660                  | Kloster                                    | 415 m                 |
| Bahnhof (Strecke außer Betrieb) | 15,220                  | Saalburg (Saale)                           | 427 m                 |
| | 15,263                  | Streckenende                               | Streckenende          |

Die Bahnstrecke Schleiz–Saalburg war eine normalspurige, elektrifizierte Kleinbahn, welche ursprünglich von der Schleizer Kleinbahn AG erbaut und betrieben wurde. Sie verlief von Schleiz nach Saalburg an der Bleilochtalsperre.

## Geschichte

Sammelaktie über 10000 Reichsmark der Schleizer Kleinbahn AG vom Juli 1931

Der PT 1 mit Beiwagen, zwischen 1932 und 1935

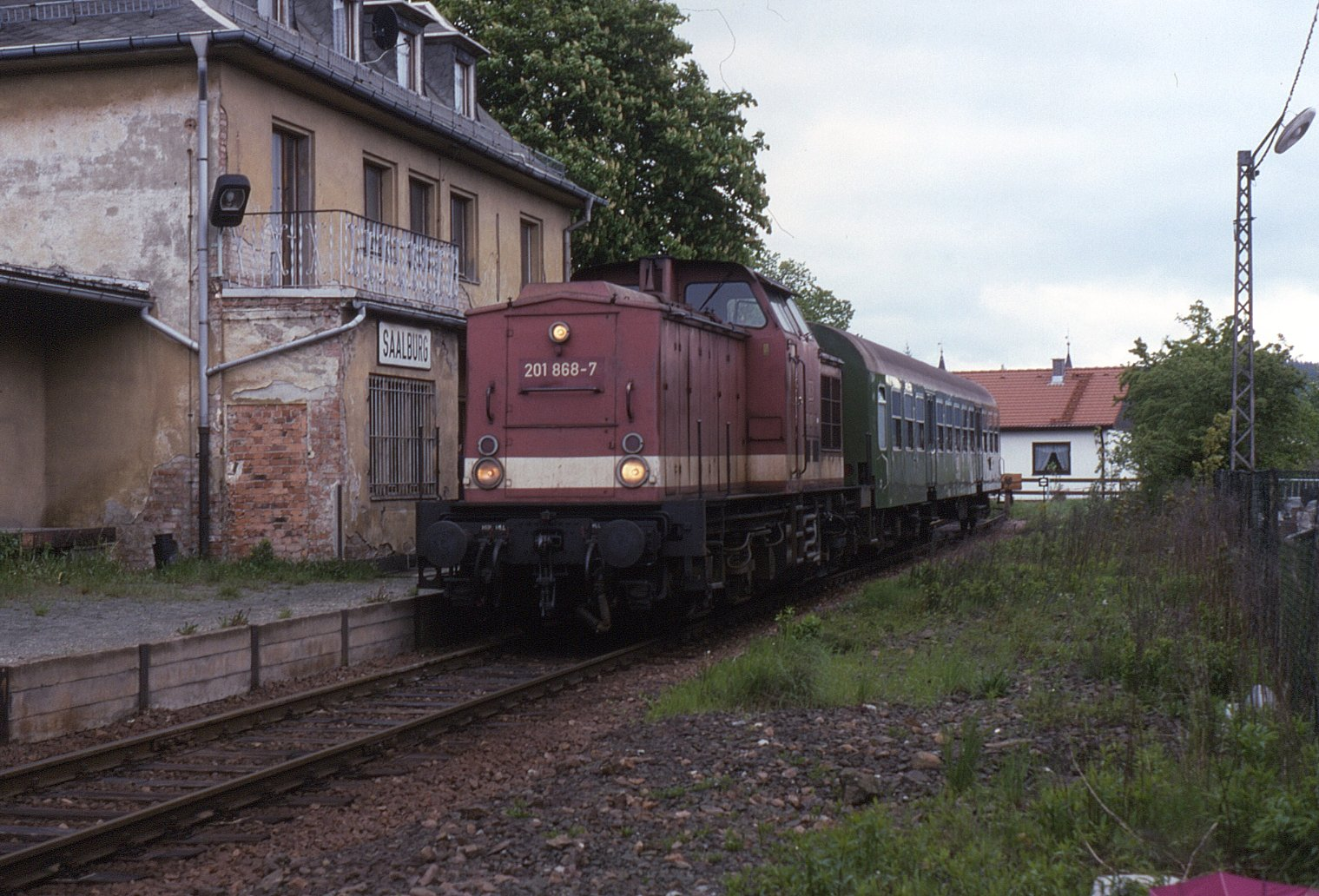
Reisezug in Saalburg (1995)

Der Bau der Bleilochtalsperre ab 1927 erforderte für den Materialtransport eine Anschlussbahn. Die Anliegergemeinden nutzten diese Gelegenheit, nunmehr den lange geplanten Bahnanschluss zu realisieren. Dafür gründete man eine Aktiengesellschaft mit der AG Thüringische Werke, der AG Obere Saale – beide mit Sitz in Weimar – und dem Deutschen Reich als Hauptkapitalgebern; ferner waren der Landkreis Schleiz und die Stadt Schleiz beteiligt. Diese AG erbaute eine öffentliche Eisenbahn und elektrifizierte sie mit Gleichstrom von 1200 Volt Spannung. Trotz ihrer Lage in Thüringen wurde sie dem Preußischen Kleinbahngesetz unterstellt.
Der Gesamtverkehr wurde am 28. Juni 1930 eröffnet. Als Fahrzeuge standen zwei elektrische Personentriebwagen PT1 und PT2 mit vier Beiwagen, zwei Gepäcktriebwagen GT1 und GT2, ein Arbeitswagen und zwei Spezialwagen zur Verfügung. Die Wagenhalle befand sich am Bahnhof Saalburg. Anfangs fuhren auf der Strecke bis zu sieben Zugpaare täglich, in den Kriegs- und Nachkriegsjahren drei bis vier. Die Züge begannen und endeten am Haltepunkt Schleiz Reichsbahnhof neben dem Bahnhof Schleiz der Bahnstrecke Schönberg–Schleiz.

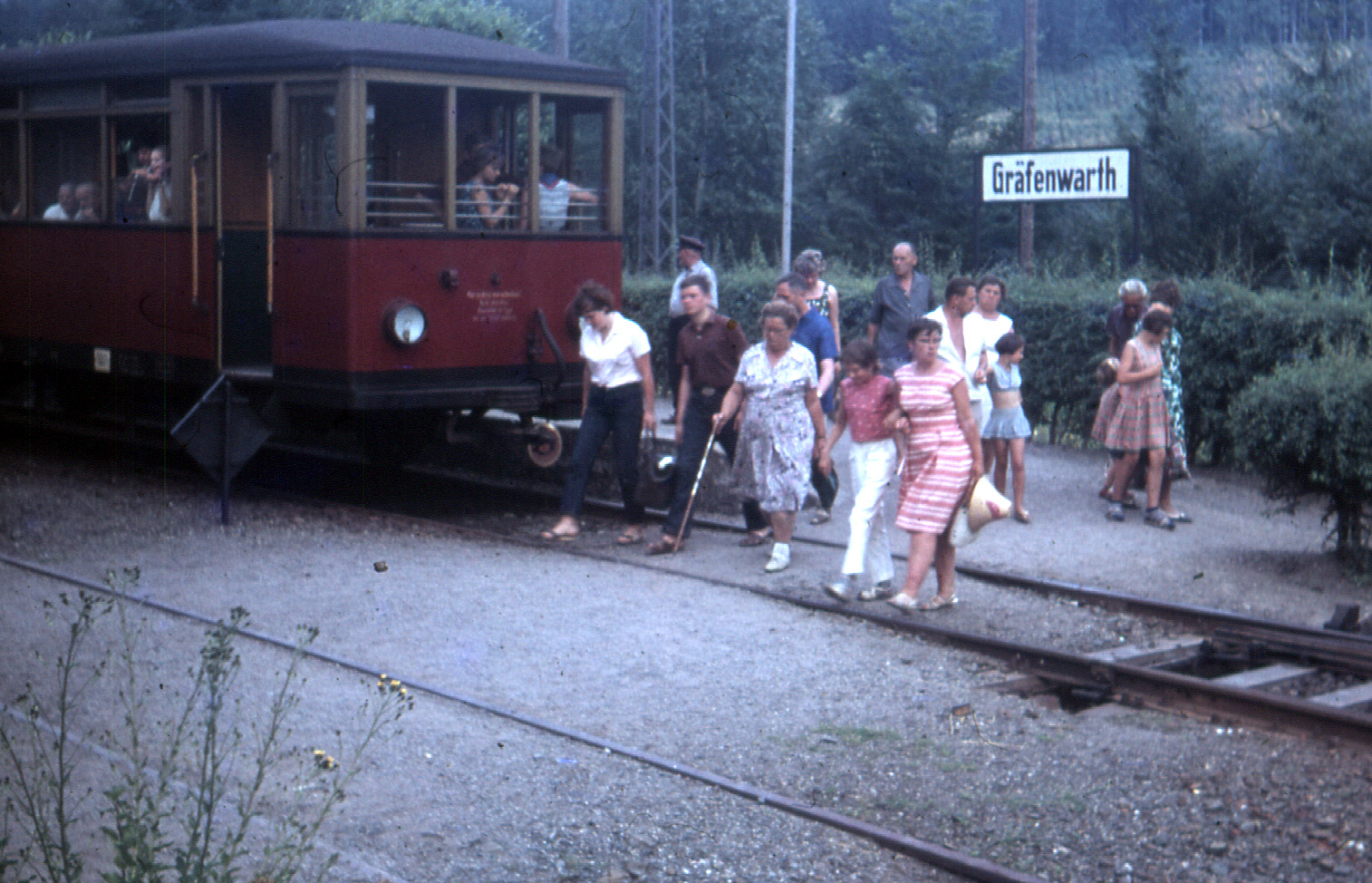
Bahnhof Gräfenwarth (1966)

Die für den Materialtransport besonders wichtige, 2,781 Kilometer lange Zweigbahn von Gräfenwarth zur Sperrmauer war eine Anschlussbahn, die erst 1932 vollständig elektrifiziert wurde. Ihre Eigentümerin, die AG obere Saale (später Saaletalsperren AG), verpachtete sie an die Kleinbahn, die dort ab 5. Mai 1932 – meist nur im Sommer – touristischen Verkehr bediente. Der Fahrplan vom 15. Mai 1939 sah einen Zwanzig-Minuten-Takt vor. Der Personenverkehr wurde mit Kriegsbeginn am 1. September 1939 beendet und nie wieder aufgenommen. Im Jahre 1967 fand der letzte Gütertransport statt; 1968 wurde die Strecke abgebaut.
Die Schleizer Kleinbahn AG behielt auch nach dem Zweiten Weltkrieg zunächst ihre Selbständigkeit und wurde erst am 1. April 1949 der Deutschen Reichsbahn unterstellt, die den Betrieb weitgehend unverändert fortsetzte und die Triebwagen in die Baureihe ET 188 eingliederte. Einen wichtigen Einschnitt bedeutete das Ende der elektrischen Zugförderung am 31. Mai 1969. Der Personenverkehr wurde – zunächst mit Leichtverbrennungstriebwagen – bis zum 1. Juni 1996 fortgeführt. Die Personenzüge wurden nun oft von Schönberg bis nach Saalburg durchgebunden. Sie fuhren dann nicht in den Schleizer (Staats-)Bahnhof ein, sondern hielten am nahegelegenen Haltepunkt. Güterzüge fuhren seit dem 31. Dezember 1994 nicht mehr. 1998 wurde der Abschnitt Schleiz West–Saalburg stillgelegt.
Das vor dem Staatsbahnhof zum Westbahnhof abzweigende Gleis der Kleinbahn in Schleiz wurde seitdem von den Triebwagen der Verbindung Schönberg–Schleiz befahren, die von der Vogtlandbahn betrieben wurde. Der Staatsbahnhof direkt wurde nicht mehr bedient, die Triebwagen hielten in Schleiz am nahegelegenen Haltepunkt der ehemaligen Schleizer Kleinbahn. Am 8. Dezember 2006 wurde der Personenverkehr eingestellt. Danach kümmerte sich der Förderverein Wisentatalbahn um den Streckenerhalt und bestellte bis zur Streckensperrung am 18. Oktober 2008 Sonderfahrten. Am 31. Januar 2008 pachtete die Deutsche Regionaleisenbahn (DRE) die Strecke von der DB Netz. Aufgrund der anschließenden Streckenertüchtigung konnte die Strecke Schönberg–Schleiz West wieder abschnittsweise in Betrieb genommen werden. Der erste Sonderzug erreichte am 3. Dezember 2011 den Endhaltepunkt Schleiz West.
Im Juni 2023 schrieb die Deutsche Regionaleisenbahn den verbliebenen Streckenabschnitt Schleiz Awanst–Schleiz West mitsamt der Strecke Schönberg–Schleiz nach § 11 des Allgemeinen Eisenbahngesetzes zur Übernahme durch andere Eisenbahninfrastrukturunternehmen aus. Es ging kein Angebot ein. Am 15. März 2024 wurde die Strecke stillgelegt.

### Bahntrassenradweg
Im Jahr 2008 erwarb die Stadt Schleiz die Grundstücke der Strecke von der Deutschen Bahn. Es wurde mit dem Abbau der Gleise begonnen. Im Zuge der Sanierung der Wetterabrücke wurde bereits 2001 ein erster Gleisabschnitt entfernt. Die Brücke über die Bundesautobahn 9 wurde im Zuge von deren sechsstreifigem Ausbau abgerissen.
Der erste Abschnitt des Radweges von der Wetterabrücke in Gräfenwarth bis Saalburg sollte bereits im Oktober 2009 fertiggestellt sein. Mitte September 2009 begann der Ausbau des elf Kilometer langen zweiten Bauabschnitts. Der Bahntrassenradweg wurde am 15. Mai 2010 eröffnet. Er wird unter dem Namen Oberlandradweg vermarktet und verläuft bis auf einen kleinen Abschnitt in Saalburg und bei der Querung der Bundesautobahn 9 auf der Bahntrasse.

## Streckenbeschreibung

### Verlauf

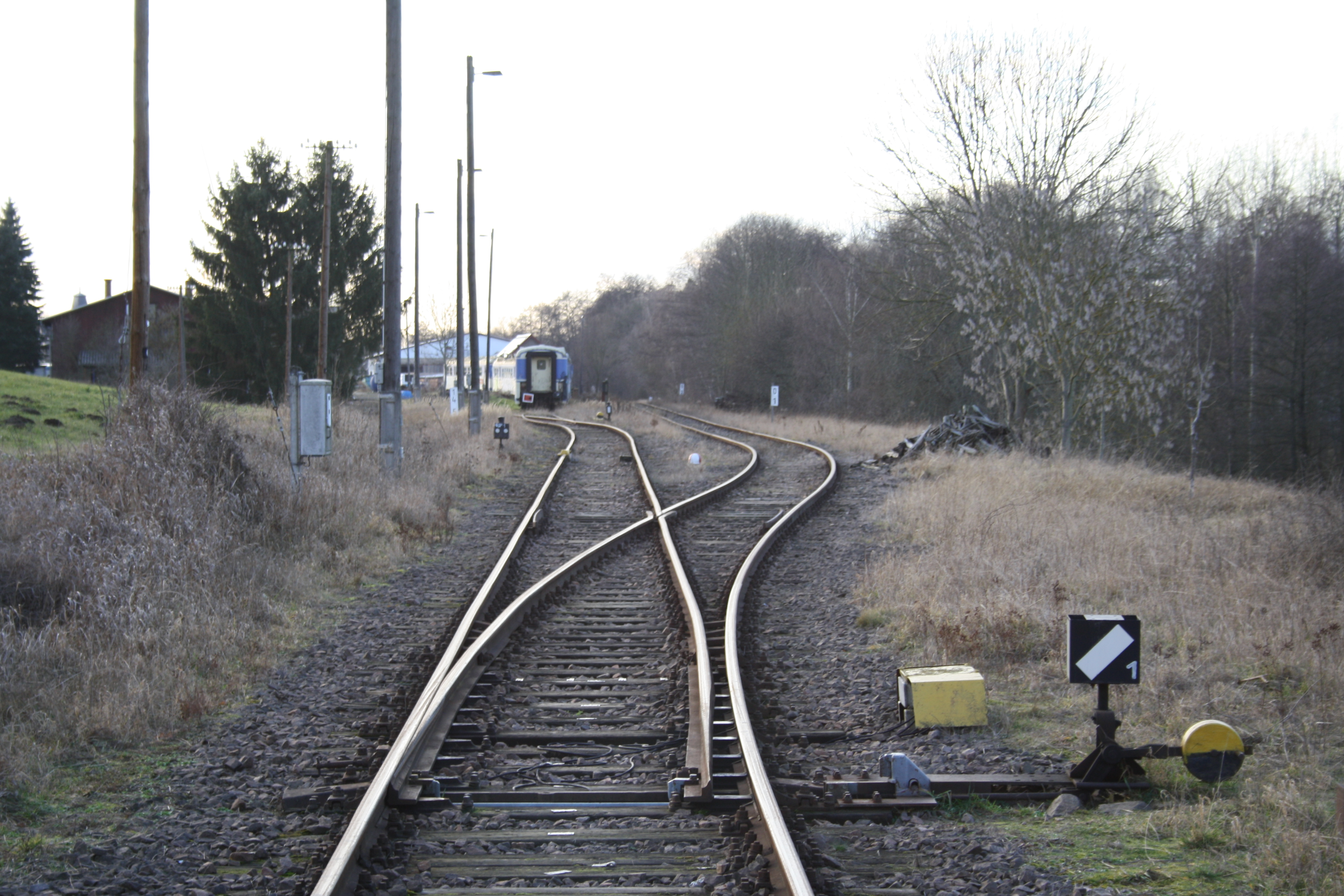
Abzweig des Saalburger Gleises (nach rechts) von der Bahnstrecke Schönberg–Schleiz kurz vor dem Bahnhof Schleiz (2020)

Die Strecke der Schleizer Kleinbahn beginnt am Abzweig von der Bahnstrecke Schönberg–Schleiz in Schleiz. Dieser befindet sich direkt an der Einfahrt zum Bahnhof Schleiz östlich der Station. Die ersten Kilometer verlaufen direkt nördlich des Schleizer Bahnhofs, wo über den Haltepunkt Schleiz ein Umsteigen zum Bahnhof Schleiz an der Bahnstrecke Schönberg–Schleiz möglich war. Im nördlichen Stadtgebiet von Schleiz verläuft die Bahnstrecke bis zu ihrem heutigen Gleisende am Haltepunkt Schleiz West im Tal der Wisenta. Der folgende Streckenabschnitt wurde als Wisentastraße asphaltiert. Ab dem einstigen Bahnübergang Austeg führt die asphaltierte Trasse im Tal der Wisenta als Oberlandradweg weiter zum einstigen Haltepunkt Glücksmühle-Mönchgrün. Dieser befand sich in direkter Nähe zum Landgasthof Glücksmühle, während die Ortslage Mönchgrün mehrere Kilometer nordwestlich der einstigen Station liegt.
Im anschließenden Streckenabschnitt überquerte die Bahntrasse auf einer nicht mehr vorhandenen Bahnüberführung die Bundesautobahn 9. Der Oberlandradweg unterquert die Autobahn heute einige Meter nördlich der einstigen Bahnüberführung. Der Haltepunkt Oschitz befand sich südlich der Kläranlage an der Oschitzer Straße, welche nach Passieren der Station gequert wurde. Im nun folgenden Waldgebiet lag der Haltepunkt Möschlitz südöstlich des namensgebenden Orts. Er war über die Straße Salzleite erreichbar.
Südlich von Möschlitz verließ die Bahntrasse das Tal der Wisenta. Nach einem Linksbogen wurde der Haltepunkt Burgk erreicht. Er befand sich weit abgelegen vom weiter westlich an der Saale gelegenen Ort Burgk in einem Waldstück nahe einem Steinbruch. Anschließend verlief die Bahntrasse der Schleizer Kleinbahn nach Süden. Die Ortslage Gräfenwarth wurde zunächst im Osten umfahren. Nach der Unterquerung der L 1095 änderte die Bahnstrecke durch eine Rechtskurve ihre Richtung nach Südosten.
Im Bahnhof Gräfenwarth, der sich am Südrand des Orts befand, zweigte die Zweigbahn zur Sperrmauer der Bleilochtalsperre ab. Auch diese ist heute zum Radweg umgebaut worden. An der Zweigbahn befand sich kurz hinter dem Bahnübergang Stauseestraße die Haltestelle Gräfenwarth. Endpunkte dieser Zweigstrecke waren der Bahnhof Gräfenwarth Sperrmauer und der Güterbahnhof Gräfenwarth Sperrmauer.
Die Hauptstrecke unterquerte nach dem Verlassen des Gräfenwarther Bahnhofs in einem Taleinschnitt den Ziegelhüttenweg. Der heutige Oberlandrandweg wird in diesem Bereich durch eine Tunnelröhre geführt. Anschließend überquerte die Bahntrasse gemeinsam mit der L1095 über die Wetterabrücke einen Seitenarm der Bleilochtalsperre. Im Bereich des Naturdenkmals Steinerne Rose wurde die L1095 unterquert. Die Bahntrasse verlief nun am Ostufer der Talsperre, wo nach wenigen Kilometern der Haltepunkt Kloster erreicht wurde. Nach dem Passieren der Ortslage Kloster verlief die Trasse in Richtung Süden nach Saalburg. Während der Oberlandradweg heute am Bahnübergang Wetteraweg endet, führt die heute gleislose Bahntrasse weiter in einem Bogen zum ehemaligen Streckenende, dem Bahnhof Saalburg (Saale).

## Galerie

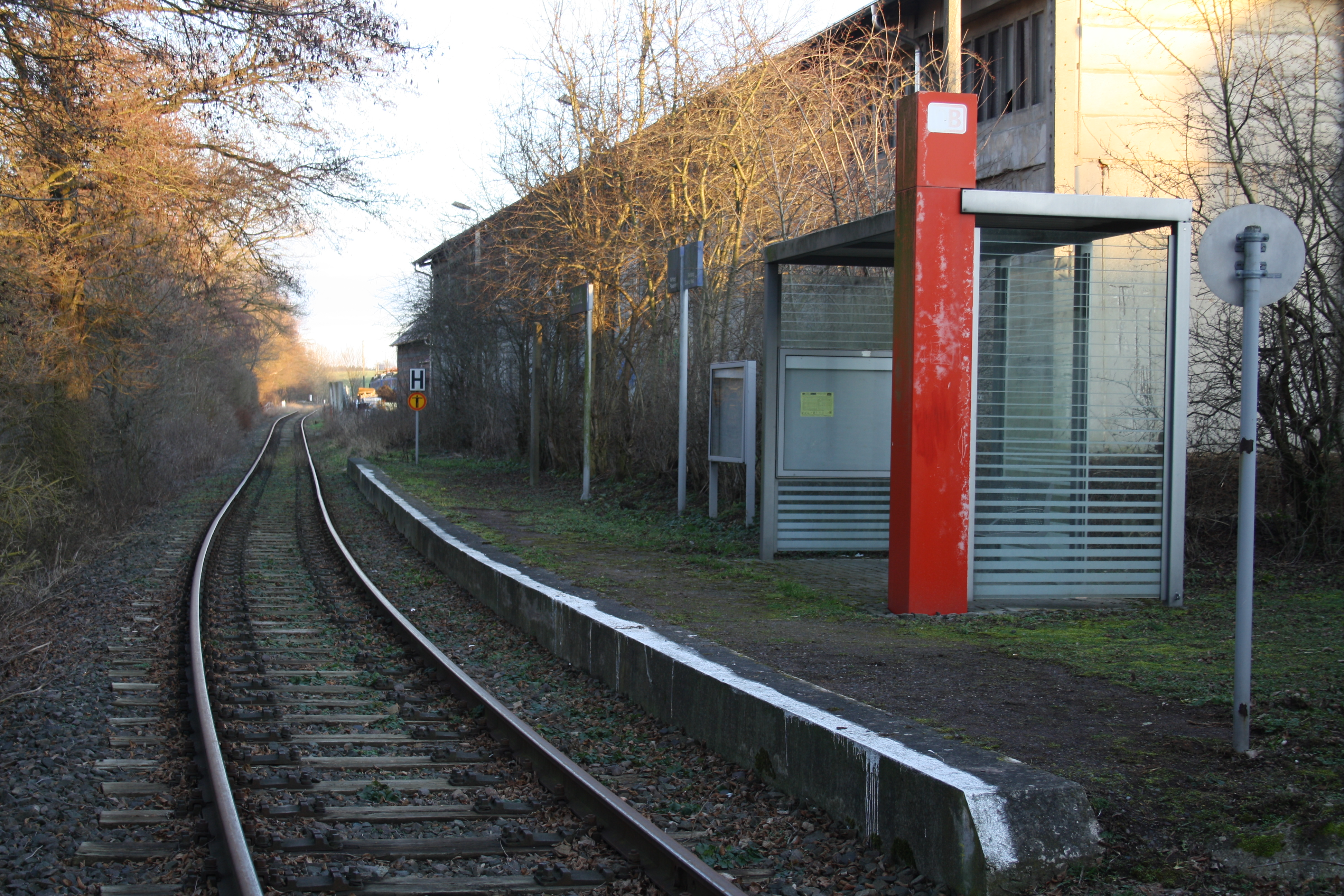
Bahnsteig der Saalburger Bahn am Bahnhof Schleiz (2020)
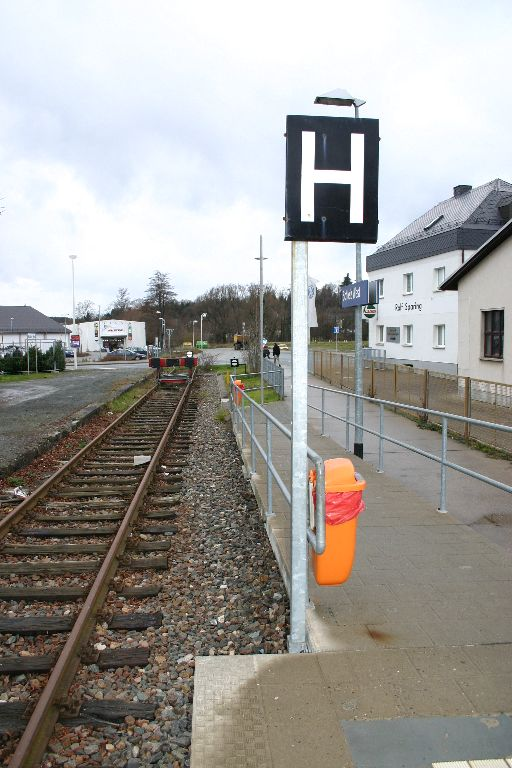
Gleisende am Haltepunkt Schleiz West (2006)
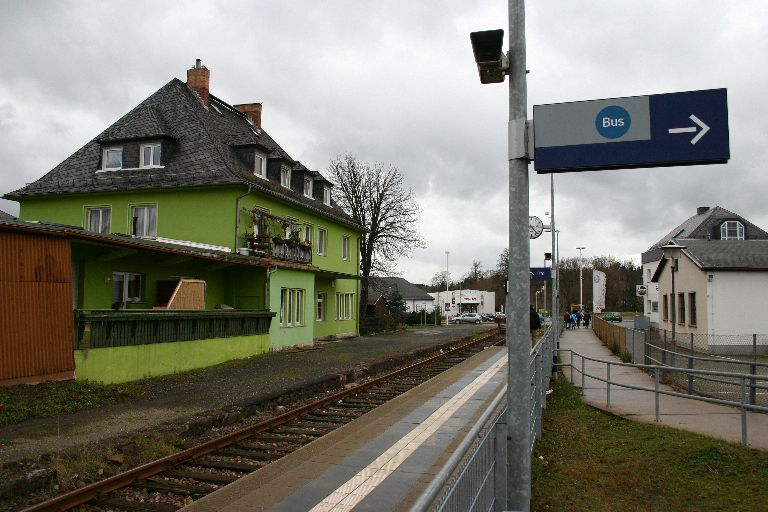
Haltepunkt und ehemaliges Bahnhofsgebäude Schleiz West (2006)
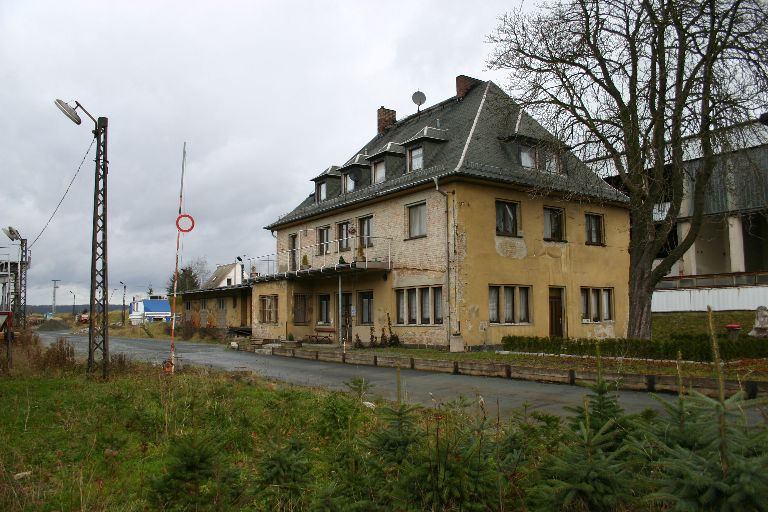
Bahnhof Saalburg, Empfangsgebäude (2006)